# How About I Be Me (And You Be You)?
Albums de Sinéad O'Connor
Theology
(2007) I'm Not Bossy, I'm the Boss
(2014)
How About I Be Me (And You Be You)? est le neuvième album de l'auteur-compositrice-interprète irlandaise Sinéad O'Connor, sorti en Irlande le 2 mars 2012 sur Shamrock Solutions et le 5 mars 2012 au Royaume-Uni sur One Little Indian. Le premier single "The Wolf Is Getting Married" est sorti le 24 février en Irlande et a atteint le numéro 40 pendant une semaine, accompagné d'une vidéo réalisée par Roman Rappak, chanteur de Breton.
Le deuxième single "4th and Vine" est sorti le 18 février 2013, accompagné d'une vidéo réalisée par Kathryn Ferguson. En 2013, Sinéad a annoncé une tournée européenne à l'appui de l'album, appelée The Crazy Baldhead Tour.
En 2014, les ventes aux États-Unis ont dépassé 18,000 exemplaires, selon Nielsen SoundScan.

## Liste des chansons
1. 4th and Vine
2. Reason with Me
3. Old Lady
4. Take Off Your Shoes
5. Back Where You Belong
6. The Wolf Is Getting Married
7. Queen of Denmark
8. Very Far From Home
9. I Had a Baby
10. V.I.P

## Musiciens
- Sinéad O'Connor : Chant
- Justin Adams, Marco Pirroni, Kevin Armstrong, Tim Vanderkuil : guitare
- Damien Dempsey : guitare acoustique sur (4)
- Kenny Bogan : guitare acoustique sur (5)
- Chris Constantinou : basse
- Samuel Dixon, Clare Kenny : basse
- Caroline Dale : violoncelle
- Julian Wilson : claviers
- John Reynolds : batterie, piano sur (10)

## Album live: Édition spéciale limitée
Cet album live a été enregistré dans trois concerts différents. Chansons 1 à 4 au Dublin Olympia Theatre (Dublin), 18 décembre 2011 ; chansons 5 à 8 à l'église Frikirkjan (Reykjavík), le 14 octobre 2011 (pendant Iceland Airwaves '11); chansons 9 à 12 à St. John at Hackney (Londres), le 2 novembre 2011.
- 1.	"4th and Vine"	3:50
- 2.	"V.I.P."	7:33
- 3.	"The Lamb's Book of Life"	5:34
- 4.	"Jackie"	2:56
- 5.	"Black Boys on Mopeds"	3:57
- 6.	"This Is a Rebel Song"	3:46
- 7.	"Three Babies"	4:46
- 8.	"Nothing Compares 2 U"	5:43
- 9.	"Old Lady"	3:41
- 10.	"Reason with Me"	3:22
- 11.	"I Am Stretched on Your Grave"	5:20
- 12.	"Last Day of Our Acquaintance"	4:40

## Musiciens sur l'album live
- Sinéad O'Connor - Chant, Guitare (5-8)
- Bill Shanley - Guitare (5-8)
- Dave Randall - Guitare (1-4, 9-12)
- Rachael Wood - Guitare, Chœurs (1-4, 9-12)
- Rachael Dawson - Violoncelle sur 10, Chœurs
- Yolanda Charles - Basse, Chœurs (1-4, 9-12)
- Kieran Kiely - Direction musicale, Claviers, Guitare, Accordéon, Pipeau
- Ash Soan - Batterie (1-4)
- Steve Barney - Batterie (9-12)
- Roisin Waters - Chœurs (1-4)